# (90826) Xuzhihong
(90826) Xuzhihong est un astéroïde de la ceinture principale.

## Description
(90826) Xuzhihong est un astéroïde de la ceinture principale. Il fut découvert le 14 octobre 1995 à la station de Xinglong par le programme Beijing Schmidt CCD Asteroid Program. Il présente une orbite caractérisée par un demi-grand axe de 2,69 UA, une excentricité de 0,05 et une inclinaison de 14,7° par rapport à l'écliptique.

## Compléments